# 7 Walkers
7 Walkers je americká rocková skupina, založená dřívějším členem skupiny Grateful Dead, bubeníkem Billem Kreutzmannem. Skupina vznikla v roce 2009 a v roce 2010 vydala eponymní album 7 Walkers.

## Diskografie
- 2010: 7 Walkers